# Travessia dels Porxos (Vilamaniscle)
Travessia dels Porxos és un carrer del municipi de Vilamaniscle (Alt Empordà) inclòs en l'Inventari del Patrimoni Arquitectònic de Catalunya.

## Descripció
Situada dins del nucli urbà de la població de Vilamaniscle, a la banda sud del terme comunicant els carrers del Sol i el de Lluís Pagès.
Es tracta d'un pas cobert situat als baixos d'un edifici entre mitgeres de planta rectangular. El passadís es pot dividir en dos sectors diferenciats. El tram nord, amb accés des del carrer de Lluís Pagès, es fa a través d'un arc rebaixat amb l'emmarcament arrebossat, prolongat a l'interior mitjançant un espai cobert per una volta rebaixada amb llunetes, bastida amb maons disposats a pla i recolzada als murs laterals de l'estructura, construïts en pedra i abundant morter. El tram sud, amb accés des del carrer del Sol, presenta una volta de mig punt bastida en pedra desbastada disposada en filades més o menys regulars, lligada amb morter. La particularitat és que a mesura que la volta s'endinsa cap a l'interior del passadís es va eixamplant i acaba esdevenint una volta rebaixada. L'arc de mig punt exterior també té l'emmarcament arrebossat.